# Sturba
Sturba är ett vattendrag i Bosnien och Hercegovina.   Det ligger i entiteten Federationen Bosnien och Hercegovina, i den sydvästra delen av landet, 110 km väster om huvudstaden Sarajevo.
Omgivningarna runt Sturba är en mosaik av jordbruksmark och naturlig växtlighet. Runt Sturba är det ganska tätbefolkat, med 93 invånare per kvadratkilometer.